# Norbert Spannenberger
Norbert Spannenberger (* 1969 in Pécs, Ungarn) ist ein deutscher Osteuropahistoriker.

## Leben
Spannenberger studierte von 1988 bis 1995 Geschichte und Politische Wissenschaften an der Ludwig-Maximilians-Universität München. 1999 wurde er bei Horst Glassl mit der Dissertation Der Volksbund der Deutschen in Ungarn 1938–1944 unter Horthy und Hitler zum Dr. phil. promoviert. 2002 wurde er mit dem Förderpreis der Südosteuropa-Gesellschaft ausgezeichnet.
Danach war er wissenschaftlicher Mitarbeiter am Geisteswissenschaftlichen Zentrum Geschichte und Kultur Ostmitteleuropas und an der Universität Bern. Seit 2010 ist er am Lehrstuhl für Ost- und Südosteuropäische Geschichte von Wolfgang Höpken am Historischen Seminar der Universität Leipzig tätig. 2011 habilitierte er sich mit der Arbeit Migration im Habsburgerreich im 18. Jahrhundert. Deutsche Siedler in den süd-transdanubischen Dominien der Fürstenfamilie Esterházy.
Er ist Mitglied u. a. der Südosteuropa-Gesellschaft, der Südostdeutschen Historischen Kommission und des Arbeitskreises für Siebenbürgische Landeskunde sowie Kuratoriumsmitglied des Internationalen Instituts für Nationalitätenrecht und Regionalismus. Darüber hinaus ist er ein Vizepräsident der Deutsch-Ungarischen Gesellschaft e.V. zu Berlin und engagiert sich als Fraktionsvertreter der CDU im Migrantenbeirat der Stadt Leipzig.

## Schriften (Auswahl)

### Monografien
- Der Volksbund der Deutschen in Ungarn 1938–1944 unter Horthy und Hitler (= Schriften des Bundesinstituts für Kultur und Geschichte der Deutschen im Östlichen Europa. Band 22). Oldenbourg, München 2002, ISBN 3-486-56710-1.
- Die katholische Kirche in Ungarn, 1918–1939. Positionierung im politischen System und „Katholische Renaissance“. Steiner, Stuttgart 2006, ISBN 978-3-515-08668-4.

### Herausgeberschaften
- mit Hans-Christian Maner: Konfessionelle Identität und Nationsbildung. Die griechisch-katholischen Kirchen in Ostmittel- und Südosteuropa im 19. und 20. Jahrhundert (= Forschungen zur Geschichte und Kultur des östlichen Mitteleuropa. Band 25). Steiner, Stuttgart 2007, ISBN 978-3-515-09024-7.
- mit Arno Strohmeyer: Frieden und Konfliktmanagement in interkulturellen Räumen. Das Osmanische Reich und die Habsburgermonarchie in der Frühen Neuzeit (= Forschungen zur Geschichte und Kultur des östlichen Mitteleuropa. Band 45). Steiner, Stuttgart 2013, ISBN 978-3-515-10434-0.
- mit Gabor Gonda: Minderheitenpolitik im „unsichtbaren Entscheidungszentrum“. Der „Nachlass László Fritz“ und die Deutschen in Ungarn 1934–1945 (= Schriftenreihe des Instituts für Donauschwäbische Geschichte und Landeskunde, Quellen und Forschungen. Band 1). Steiner, Stuttgart 2014, ISBN 978-3-515-10377-0.
- mit Szabolcs Varga: Ein Raum im Wandel. Die osmanisch-habsburgische Grenzregion vom 16. bis zum 18. Jahrhundert (= Forschungen zur Geschichte und Kultur des östlichen Mitteleuropa. Band 44).  Steiner, Stuttgart 2014, ISBN 978-3-515-10428-9.